# Gradina (Vrsar)
Pour les articles homonymes, voir Gradina.
Gradina (en italien : Geroldia) est une localité de Croatie située en Istrie, dans la municipalité de Vrsar, dans le comitat d'Istrie. En 2001, la localité comptait 46 habitants.

## Démographie
| 1948 | 1953 | 1961 | 1971 | 1981 | 1991 | 2001 |
| ---- | ---- | ---- | ---- | ---- | ---- | ---- |
| 50   | 52   | 47   | 40   | 36   | 53   | 46   |